# Phoebe Fox
Phoebe Fox (Amesbury, Reino Unido; 21 de marzo de 1987)es una actriz inglesa, nominada a los premios Olivier y Evening Standard por su trabajo en teatro. Ha aparecido en Black Mirror  (2011), The Woman in Black: Angel of Death (2015), The Hollow Crown: Wars of the Roses (2016) y The Great (2020-2023) .

## Vida personal
Fox es la hija de los actores Stuart Fox y Prue Clarke.  Está casada con el actor Kyle Soller. Viven en Londres.

## Filmografía
| Año       | Título                               | Papel              | Notas                                                                    |
| --------- | ------------------------------------ | ------------------ | ------------------------------------------------------------------------ |
| 2011      | One Day                              | Chica del club     |                                                                          |
| 2011      | Black Mirror                         | Hallam             | Episodio: "The Entire History of You"                                    |
| 2012      | Coming Up                            | Masha Hawkins      | Episodio: "If We Dead Awaken"                                            |
| 2012      | New Tricks                           | Eleanor Higgins    | Episodio: "Old School Ties"                                              |
| 2012      | Switch                               | Grace Watkins      | Papel principal (6 episodios)                                            |
| 2014      | A Poet in New York                   | Liz Reitell        |                                                                          |
| 2014      | The Musketeers                       |                    | Episodio: The Good Soldier                                               |
| 2015      | The Woman in Black: Angel of Death   | Eve Parkins        |                                                                          |
| 2015      | Eye in the Sky                       | Carrie Gershon     |                                                                          |
| 2015      | Life in Squares                      | Vanessa Bell       |                                                                          |
| 2016      | The Hollow Crown: Wars of the Roses' | Anne Neville       | Episodios: Henry VI, Part 2 y Richard III                                |
| 2016      | NW                                   | Leah Hanwell       | Película para TV - BBCTwo                                                |
| 2016      | Close to the Enemy                   | Kathy              | Miniserie de la BBCTwo; 6 Episodios                                      |
| 2018      | Blue Iguana                          | Katherine Rookwood |                                                                          |
| 2019      | The Aeronauts                        | Antonia            |                                                                          |
| 2019      | Curfew                               | Kaye Newman        | Sky One - serie TV                                                       |
| 2019      | Intrigo: Samaria                     | Paula              |                                                                          |
| 2020-2023 | The Great                            | Marial             | Nominada - Sindicato de Actores al mejor reparto de televisión - Comedia |
| 2022      | Nobody Listens Anymore               | Ruth               | Cortometraje                                                             |

## Premios y nominaciones
Premios del Sindicato de Actores
| Año  | Categoría                             | Trabajo nominado | Resultado | Ref.  |
| ---- | ------------------------------------- | ---------------- | --------- | ----- |
| 2021 | Mejor reparto de televisión - Comedia | The Great        | Nominada  |       |
| 2022 | Mejor reparto de televisión - Comedia | The Great        | Nominada  | [ 5 ] |